# Zbigniew Cybulski
Zbigniew Hubert Cybulski (Kniaże (ma: Княже, Ukrajna), 1927. november 3. – Wrocław, 1967. január 8.) lengyel színész, filmszínész.
Cybulski Andrzej Wajda filmjeinek haláláig állandó főszereplője, az ötvenes-hatvanas években a szerepein túlnövő emblematikus figura, „Kelet-Európa James Deanje” volt.

## Életpályája
1945 után a krakkói Jagelló Egyetemen újságírást hallgatott, de nem végezte el, hanem átment az Állami Színművészeti Főiskolára, és ott 1953-ban kitüntetéssel diplomázott. Először Gdańskba szerződött 1953-ban, a Teatr Wybrzezéba. Friedrich Schiller Ármány és szerelem című darabjában szerepelt először. 1954-ben egy társával színházat alapított (Bim-Bom diákszínház), itt nemcsak játszott, hanem rendezett is. 1961-ben Barbara Kwiatkowskával együtt Franciaországban turnézott, majd visszatért Varsóba. 1964-ben Stockholmban állt a kamera elé.

### Munkássága
Modern fiatalemberek ideális alakítója volt. Kezdetben főként szerelmes hősként foglalkoztatták. Andrzej Wajdától egy kis szerepet kapott A mi nemzedékünk című filmben (1954). 1958-ban a Hamu és gyémántban már megkapta a főszerepet. Wajda Cybulski kérésére megengedte, hogy saját ruhájában és szemüvegében játssza el a filmben Maciek Chełmickit. Ezzel a szereppel Cybulski az új nemzedék mintaképe lett, és a lengyel határokon túl is gyorsan népszerű vált. Megszületett Kelet-Európa James Deanje. Jellem- és lélekábrázoló erejét, könnyed, életteljes játékstílusát Az éjszakai vonat (1959) szenvedélyes és önző, szerelmes Sztasekje is bizonyította. 1964-ben a Kaland a Sierra Morénában című filmben első ízben játszott kosztümös környezetben. 
A filmezés mellett rendszeresen játszott színházakban is.

### Halála
Cybulski ugyanúgy fiatalon, közlekedési balesetben halt meg, akárcsak Dean. Alakjukat ezért a legendaéhes utókor összekapcsolta, és sorsuknak személyükön túlnövő jelentést tulajdonított. Cybulski 1967. január 8-án egy már mozgásban lévő vonatra akart felugrani Wrocławban, de elvétette, és két kocsi közé esett. A kórházba szállítás után nem sokkal meghalt. Andrzej Wajda Minden eladó (1968) című filmjében állított neki emléket (ennek a filmnek a főszereplője a később szintén világhírűvé vált Daniel Olbrychski volt).

## Filmjei
- Karrier (Kariera) (1955)
- A mi nemzedékünk (1955)
- Három start (Trzy starty) (1955)
- Az éjszaka vége (Koniec nocy) (1957)
- A hét nyolcadik napja (Ósmy dzień tygodnia) (1958)
- Hamu és gyémánt (1958)
- Az éjszakai vonat (1959)
- Kitüntetés (1959)
- Ártatlan varázslók (1960)
- Viszontlátásra holnap! (Do widzenia, do jutra) (1960)
- Elválás (Rozstanie) (1961)
- Menta tea (Thé a la menthe) (1961)
- Húszévesek szerelme (1962)
- Útban Párizs felé (1963)
- Egy házasság hétköznapjai (1963)
- Hallgatás (1963)
- A gyilkos és a lány (1963)
- Nincs többé válás (Rozwodów nie będzie) (1963)
- Egy olasz Varsóban (Giuseppe w Warszawie) (1964)
- Kaland a Sierra Morénában (1964)
- Szeretni (Att älska) (1964)
- És aztán Mexikó! (1965)
- Egyetemisták (1965)
- Szaltó (1965)
- Éppen a város közepén (Sam pośród miasta) (1965)
- Ünnep előtti est (Wieczór przedświąteczny) (1966)
- Titkos írások (1966)
- Teljes gőzzel előre! (1966)
- A gyilkos nyomot hagy (Morderca zostawia ślad) (1967)
- Jowita (1967)